# Famille Roux (Chefs étoilés)
Pour les articles homonymes, voir Roux.
Cette page explique l’histoire ou répertorie les différents membres de la famille Roux.
La famille Roux, issue de la tradition culinaire charcutière française, a donné ses lettres de noblesse à la cuisine gastronomique du Royaume-Uni où le patronyme Roux est devenu synonyme de la haute cuisine française. La famille Roux a obtenu les premières étoiles Michelin du Royaume-Uni. Les aînés Michel Sr et Albert sont  membres de l’Ordre de l’Empire britannique. Leurs enfants respectifs ont poursuivi l'apport gastronomique de la cuisine du Royaume-Uni. Plus de 700 chefs du Royaume-Uni ont été formés par les chefs Roux.

## Origine
Les deux frères Michel Sr et Albert sont les premiers d'une dynastie de chefs étoilés au Royaume-Uni. Leur père et leur aïeul étaient de simples charcutiers. Les deux frères sont nés en Saône et Loire. Après un apprentissage chez de grands cuisiniers, ils se sont expatriés en Angleterre à la fin des années 1960.
Leurs enfants également chefs étoilés ont la double-nationalité française et anglaise. 

### Les chefs étoilés
- Albert Roux premier de la famille à exercer en Angleterre
- Michel Roux Sr suit son frère en Angleterre
- Michel Roux Jr fils d'Albert Roux
- Alain Roux fils de Michel Roux sr

#### Arbre généalogique simplifié
|  |  |  |  |  |  |  |  |  |  |  |  |  |  |                                           |                                           |                                           |                                           |                                           |                                           | Père (Charcutier en France) |  |  |  |  |  |                                              |                                              |                                              |                                              |                                              |                                              |  |  |  |  |  |  |  |  |
|  |  |  |  |  |  |  |  |  |  |  |  |  |  |                                           |                                           |                                           |                                           |                                           |                                           |                             |  |  |  |  |  |                                              |                                              |                                              |                                              |                                              |                                              |  |  |  |  |  |  |  |  |
|  |  |  |  |  |  |  |  |  |  |  |  |  |  |                                           |                                           |                                           |                                           |                                           |                                           |                             |  |  |  |  |  |                                              |                                              |                                              |                                              |                                              |                                              |  |  |  |  |  |  |  |  |
|  |  |  |  |  |  |  |  |  |  |  |  |  |  | Albert Roux Ordre de l’Empire britannique | Albert Roux Ordre de l’Empire britannique | Albert Roux Ordre de l’Empire britannique | Albert Roux Ordre de l’Empire britannique | Albert Roux Ordre de l’Empire britannique | Albert Roux Ordre de l’Empire britannique |                             |  |  |  |  |  | Michel Roux Sr Ordre de l’Empire britannique | Michel Roux Sr Ordre de l’Empire britannique | Michel Roux Sr Ordre de l’Empire britannique | Michel Roux Sr Ordre de l’Empire britannique | Michel Roux Sr Ordre de l’Empire britannique | Michel Roux Sr Ordre de l’Empire britannique |  |  |  |  |  |  |  |  |
|  |  |  |  |  |  |  |  |  |  |  |  |  |  | Albert Roux Ordre de l’Empire britannique | Albert Roux Ordre de l’Empire britannique | Albert Roux Ordre de l’Empire britannique | Albert Roux Ordre de l’Empire britannique | Albert Roux Ordre de l’Empire britannique | Albert Roux Ordre de l’Empire britannique |                             |  |  |  |  |  | Michel Roux Sr Ordre de l’Empire britannique | Michel Roux Sr Ordre de l’Empire britannique | Michel Roux Sr Ordre de l’Empire britannique | Michel Roux Sr Ordre de l’Empire britannique | Michel Roux Sr Ordre de l’Empire britannique | Michel Roux Sr Ordre de l’Empire britannique |  |  |  |  |  |  |  |  |
|  |  |  |  |  |  |  |  |  |  |  |  |  |  | Michel Roux Jr                            | Michel Roux Jr                            | Michel Roux Jr                            | Michel Roux Jr                            | Michel Roux Jr                            | Michel Roux Jr                            |                             |  |  |  |  |  | Alain Roux                                   | Alain Roux                                   | Alain Roux                                   | Alain Roux                                   | Alain Roux                                   | Alain Roux                                   |  |  |  |  |  |  |  |  |

## Portraits

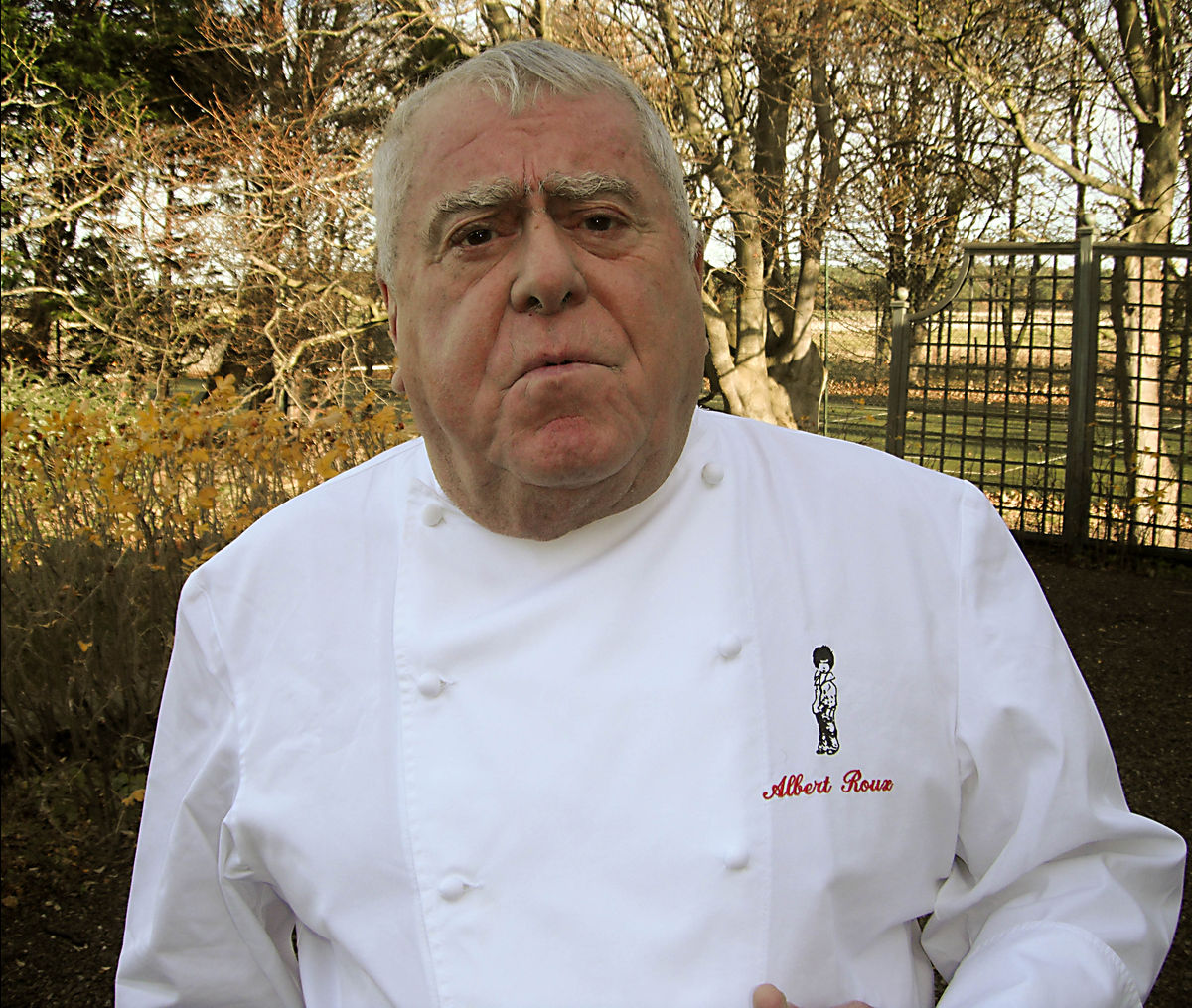
Chef Albert Roux, 2009.
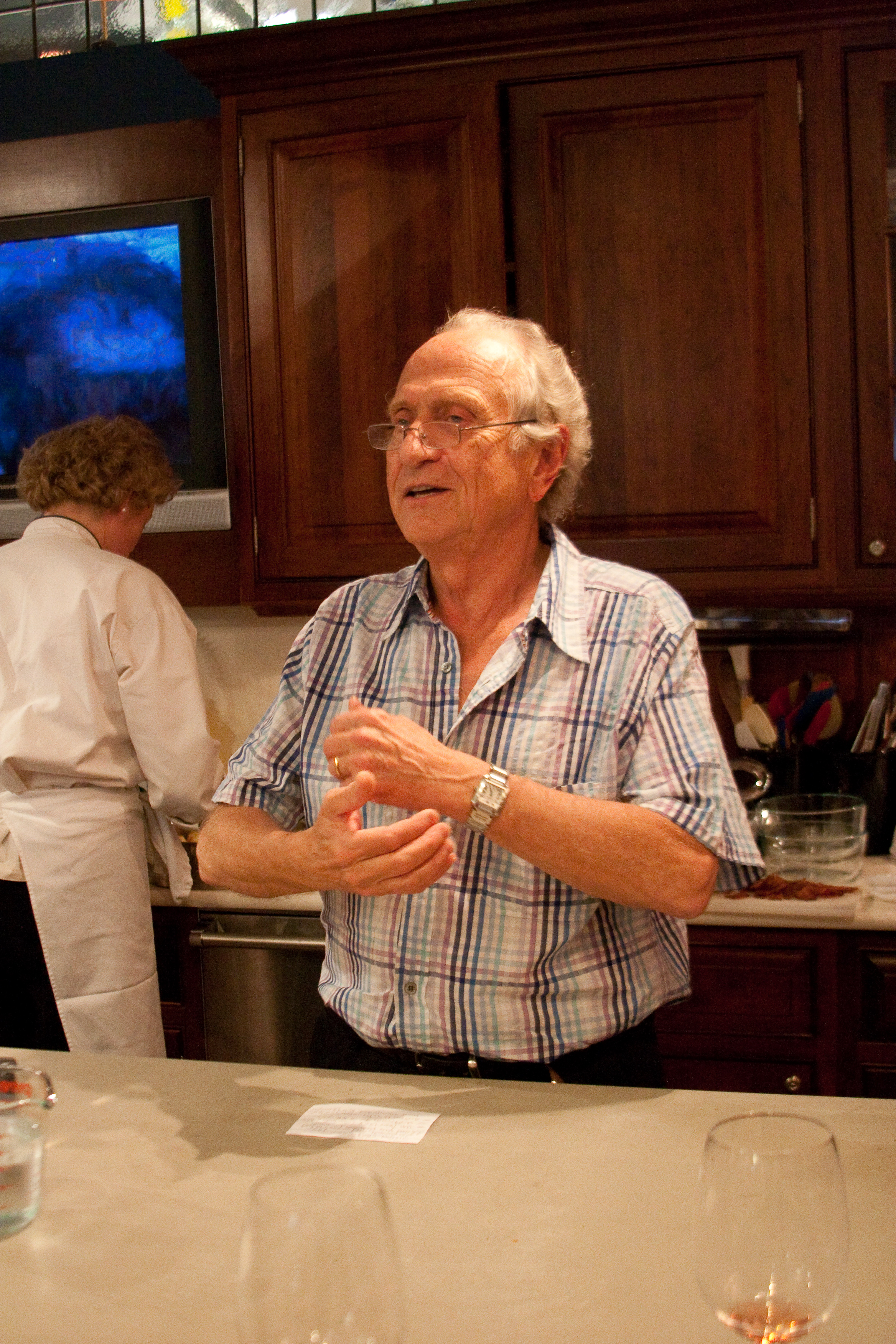
Chef Michel Roux Sr, 2009.
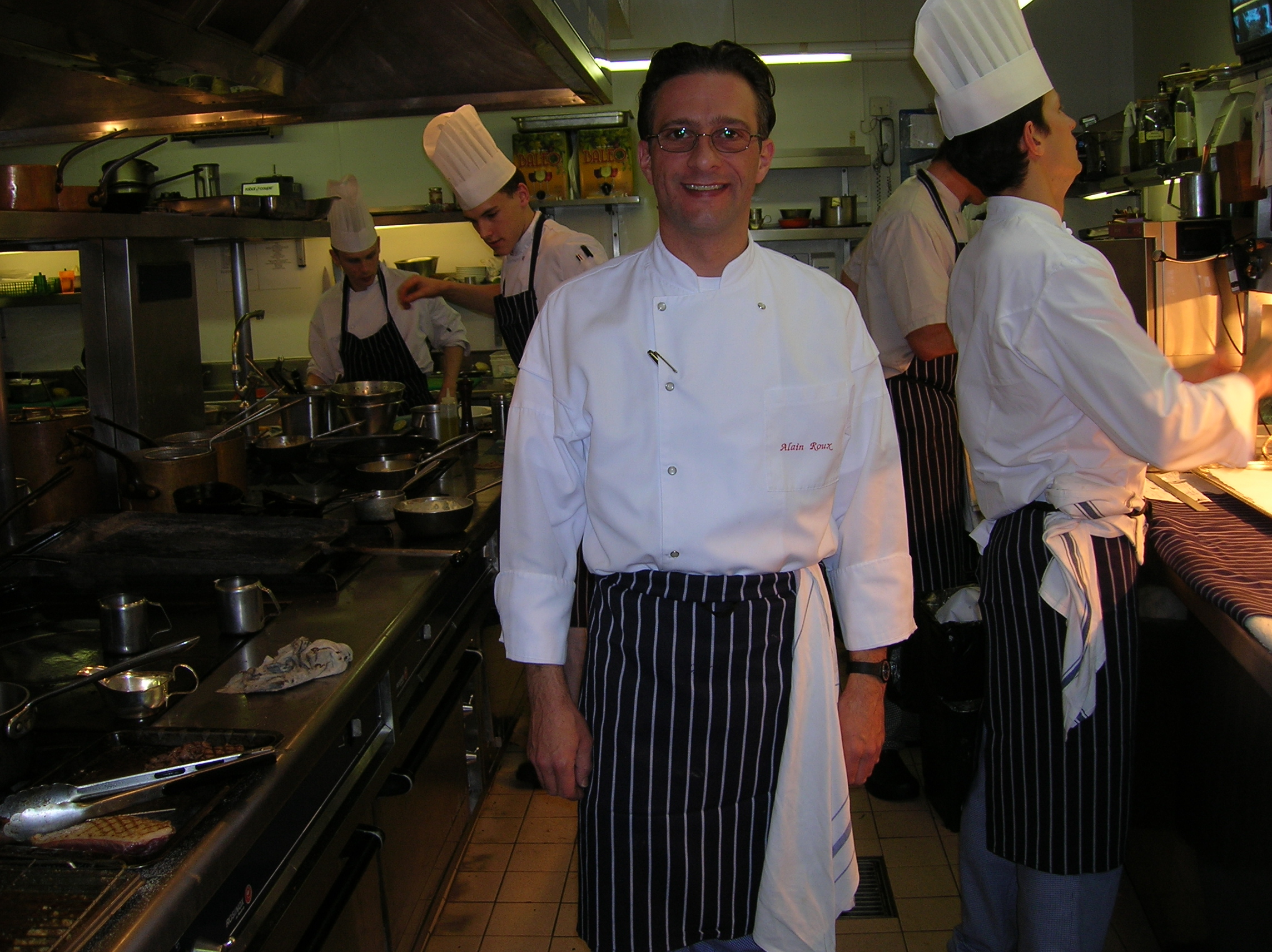
Chef Alain Roux.
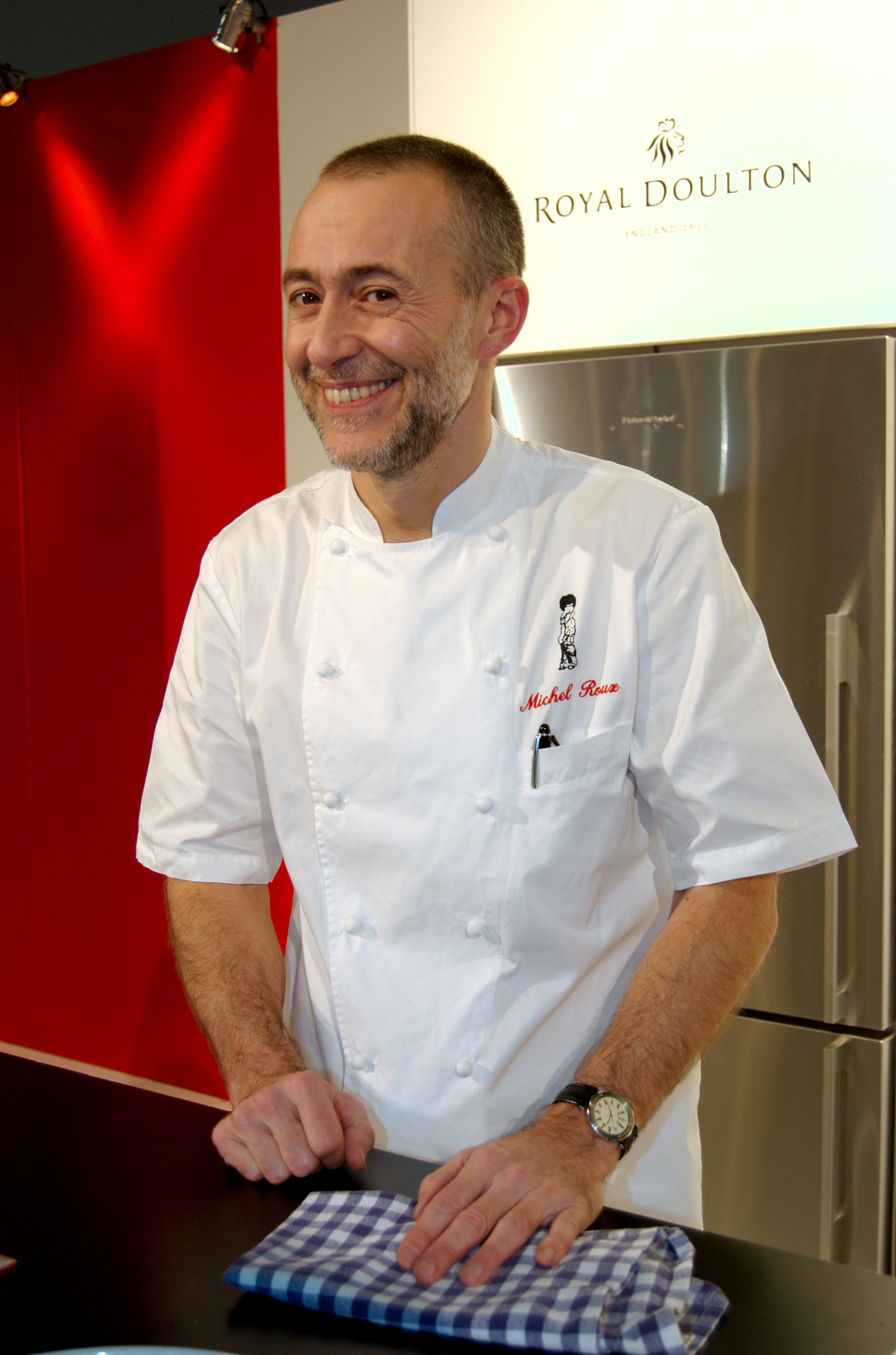
Chef Michel Roux Jr, 2008.

## Apport des chefs Roux à la gastronomie anglaise
Les restaurants des deux frères, Le Gavroche (en) et le Waterside Inn, sont parmi les premiers restaurants étoilés d'Angleterre par Michelin en 1974.
Par la suite, Le Gavroche est le premier restaurant du Royaume-Uni à obtenir  Michelin en 1982.

### Formation

#### Dans l'académie des chefs Roux
Albert et Michel Sr créent l'académie ou bourse Roux Brothers Scholarship en 1984. Un jeune chef est sélectionné sur concours et le gagnant bénéficie d'un stage de 3 mois tous frais payés dans un restaurant  Michelin du monde.

#### Dans les restaurants des chefs Roux
Les frères Roux ont formé plus de 700 jeunes chefs de valeur et la moitié des chefs étoilés Michelin de Grande-Bretagne, parmi eux  Gordon Ramsay, Marco Pierre White, Daniel Galmiche et Pierre Koffman,,.

### Médias

#### Ouvrages
Essentiellement en langue anglaise plus de 30 ouvrages dont 5 en français.
Ces ouvrages traitent de la cuisine gastronomique à la portée de chaque famille, voir publications dans Michel Roux Sr, Albert Roux et Michel Roux Jr.

#### BBC radio et TV
Toute la famille a participé à des émissions TV et radio pour assurer la promotion de la bonne cuisine. 

### Conseil en entreprises de restauration
Ils innovent avec la création d'entreprise de restauration de qualité, l'entreprise de Michel Sr est rachetée par Compass_Group en 1993.
Ils sont consultants de Marks & Spencer , British Airways et Celebrity Cruises en 1993.

### Restaurants
Les restaurants mythiques Le Gavroche à Lower Sloane Street à Londres, et  The Waterside Inn (en) , à Bray, dans le Berkshire sont les premiers à obtenir  Michelin de Grande-Bretagne,, ou conserver ces  Michelin pendant 28 ans.
Autres restaurants, liste non exhaustive :
- Hôtel Greywalls à Muirfield Gullane[13]
- Roux at the Landau[14]
- Hôtel Langham Roux à Parliament Square[15]
- Chez Roux Rocpool Reserve Hôtel[16]
- Chez Roux au Inver Lodge Hôtel[17]
- Chez Roux at The Atholl à Edimbourg[18]
- Chez Roux au Alladale Wilderness Reserve[19]